# Bongo (Mouanko)
Pour les articles homonymes, voir Bongo (homonymie).
Bongo ou Boongo est un village de la commune de Mouanko, dans le département de la Sanaga-Maritime et la région du Littoral au Cameroun. On y accède par la rive gauche de la Sanaga.

## Population
En 1967, Bongo comptait 57 habitants, principalement Malimba.
Lors du recensement de 2005, 107 personnes ont été dénombrées dans le village.